# Mexikanische Dreimasterblume
Die Mexikanische Dreimasterblume (Tradescantia pallida) ist eine Pflanzenart aus der Familie der Commelinagewächse (Commelinaceae). Sie ist in Mexiko beheimatet und gilt in Florida und Louisiana als invasive Pflanze.

## Beschreibung

### Erscheinungsbild und Blatt
Tradescantia pallida ist eine ausdauernde krautige Pflanze, die eine Wuchshöhe von bis zu 40 cm sowie unregelmäßige Wuchsform aufweist. Stängel – und bei Sorten mitunter auch Blätter – sind purpurviolett getönt.
Die wechselständigen und spiralig angeordneten Laubblätter sind ungestielt. Die etwas fleischige Blattspreite ist mit einer Länge von (4 bis) meist 7 bis 15 cm und einer Breite von 1,5 bis 3 cm lanzettlich-länglich bis länglich-elliptisch geformt mit einer symmetrischen, gerundeten bis keilförmigen Basis und spitzem Ende. Die kahlen Blattflächen sind rötlich bis violett gefärbt, unter Umständen teilweise auch grünlich. Der Blattrand ist bewimpert.

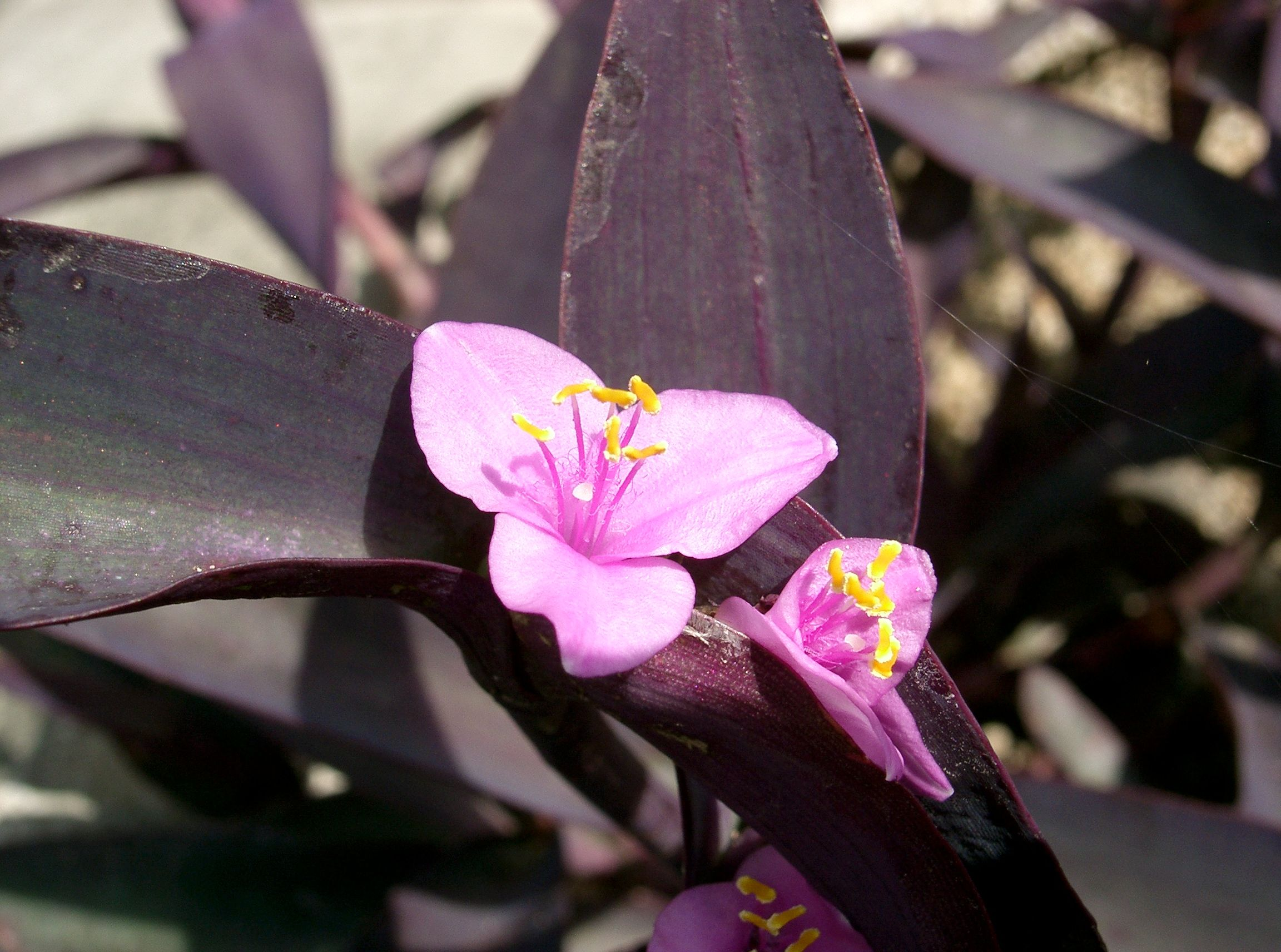
Blütenstand mit dreizähliger Blüte

### Blütenstand und Blüte
Tradescantia pallida bildet die gesamte Vegetationsperiode hindurch endständige Blütenstände, die oft überwachsen werden. Auf (3,5 bis) meist 4 bis 13 cm langen Blütenstandsschäften stehen über laubblattähnlichen Tragblättern auf nur 4 bis 9 mm, im oberen Bereich dicht weiß behaarten Blütenstielen die Blüten. Die innerhalb eines Tages welkenden, zwittrigen Blüten sind radiärsymmetrisch und dreizählig mit doppelter Blütenhülle. Die drei freien, im unteren Bereich behaarten Kelchblätter weisen eine Länge von 7 bis 10 mm auf. Die drei rosafarbenen, genagelten Kronblätter sind an ihrer Basis verwachsen und sind 1,5 bis 2 cm lang. Die sechs fertilen Staubblätter mit spärlich behaarten Staubfäden überragen die Blütenkrone.

### Frucht und Samen
Es werden 3,5 mm große, dünnwandige, kahle Kapselfrüchte gebildet. Die Samen sind 2,5 bis 3 mm groß.

### Chromosomenzahl
Die Chromosomenzahl beträgt 2n = 24, seltener 18.

## Vorkommen
Tradescantia pallida ist im Osten von Mexiko beheimatet. Dort wächst sie an trockenen und sonnigen Standorten. Heute findet man diese Art auch in Florida und Louisiana, besonders in verfallenen Siedlungen, aber auch in Mittel- und Südamerika, in der Karibik, in Südasien und Italien als Neophyt.

## Systematik
Diese Art wurde 1911 durch Joseph Nelson Rose in Contributions from the United States National Herbarium, 13, S. 294 unter dem Namen Setcreasea pallida erstbeschrieben. David Richard Hunt stellte sie 1975 in Kew Bulletin, 30, S. 452 unter dem heute gültigen Namen Tradescantia pallida in die Gattung Tradescantia. Weitere Synonyme für Tradescantia pallida (Rose) D.R.Hunt sind Setcreasea purpurea Boom, Setcreasea jaumavensis Matuda, Setcreasea lanceolata Faruqi, K.L. Mehra & Celarier, Tradescantia purpurea Boom.

## Verwendung
Tradescantia pallida wird in frostfreien Gärten als bodenbedeckende Zierpflanze genutzt. Sie wird auch als Zimmerpflanze verwendet. Die häufigste Sorte ist 'Purple Heart', auch 'Purpurea' genannt.